# Mittenwald
Mittenwald (en allemand : /ˈmɪtn̩ˌvalt/,,, ? Écouter [Fiche]) est une commune de Haute-Bavière, district de Garmisch-Partenkirchen dans la vallée supérieure de l'Isar, à environ 100 km au sud de Munich, à la frontière autrichienne. Sur l'ancienne voie commerciale reliant Augsbourg à Vérone, Mittenwald connaît une intense fréquentation due aux nombreuses possibilités d'excursions (massifs du Kranzberg et des Karwendel) et aux très belles maisons peintes bordant la rue principale. Mittenwald est célèbre dans le monde entier comme un centre important de la lutherie du violon.
C'est aussi la ville allemande la plus proche de l'Italie, à 72 km à vol d'oiseau.

## Histoire
Dans l'Antiquité, Mittenwald se trouve sur une voie romaine, la Via Claudia Augusta, qui relie Augsbourg (Augusta Vindelicum) et Bolzano (Pons Drusi) par le col du Brenner. Le toponyme apparaît dans la Table de Peutinger. « Mittenwald » fait référence à une zone de défrichement dans le Scharnitzwald (media silva) et apparaît pour la première fois dans un document de 1096. Le droit du marché est attesté en 1305.
Les forêts des environs permettaient le commerce du bois grâce au flottage du bois dont la guilde compta vingt maîtres et de nombreux ouvriers de Mittenwald.
C'était une des principales localités de l'ancien comté de Wederfeld entre le Tyrol et la Bavière. Elle appartint au monastère de Freising entre 1294 et la sécularisation de 1802, avant de passer au royaume de Bavière en 1803.

## Galerie

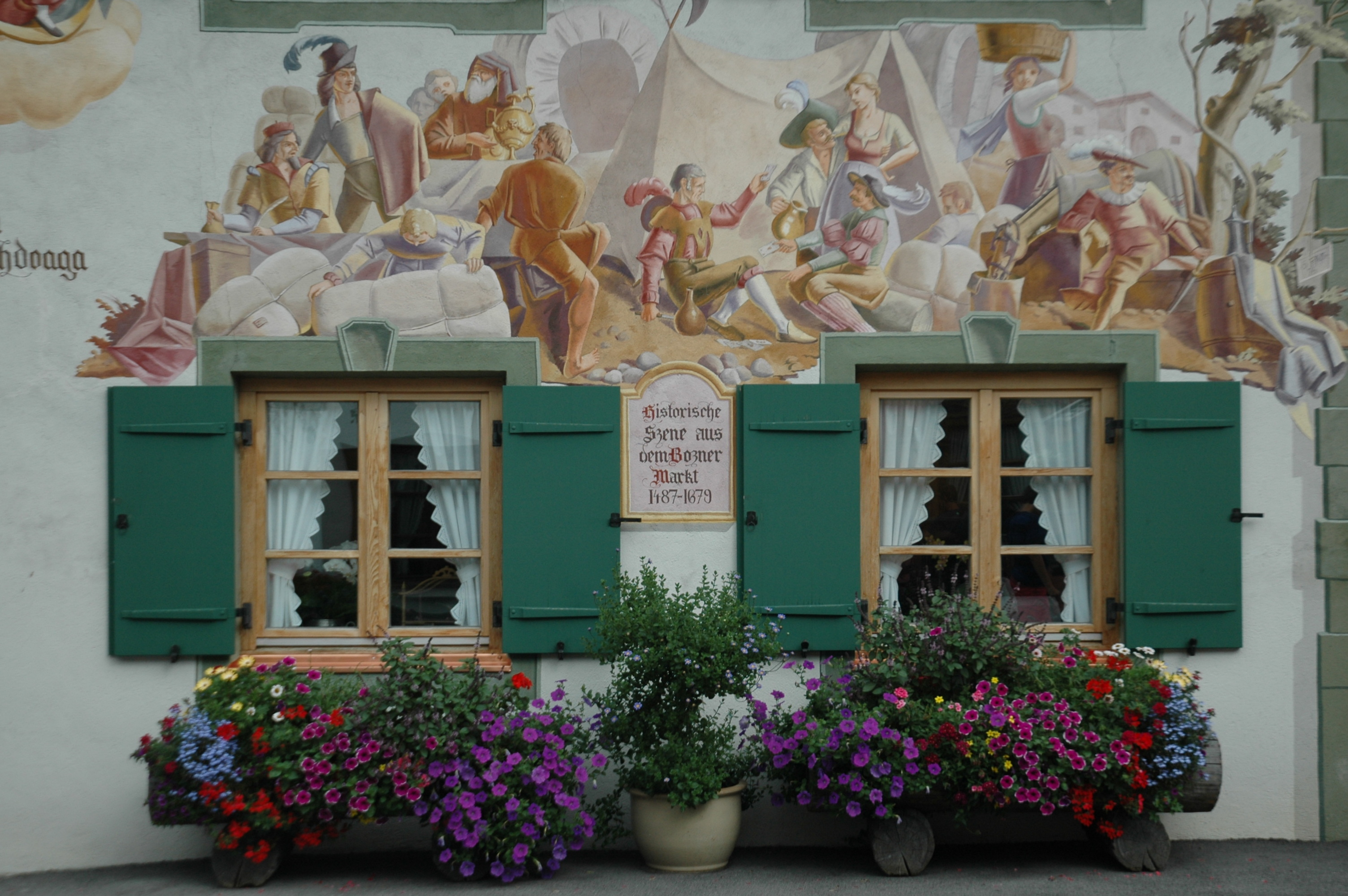
Ballenhausgasse, Mittenwald
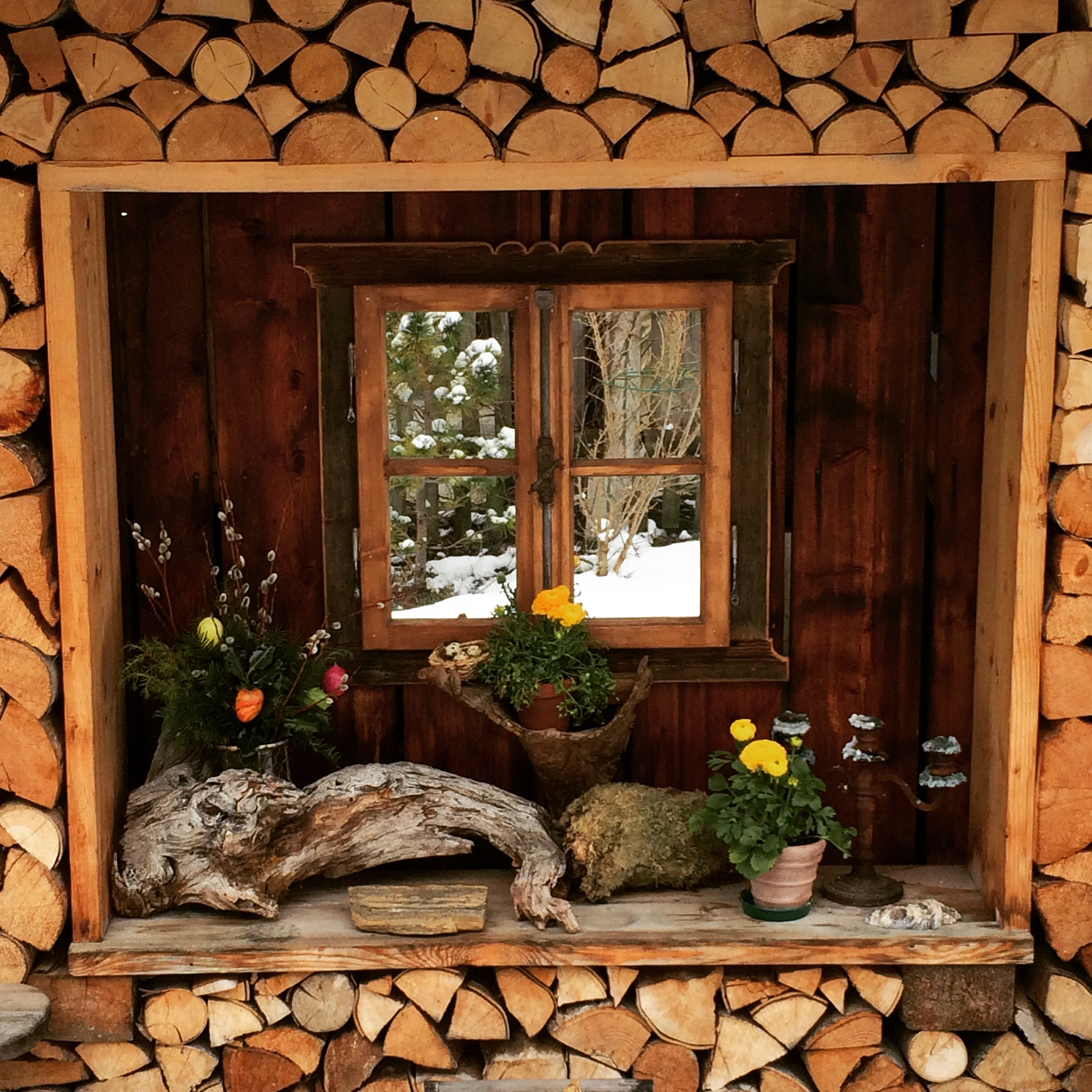
Ballenhausgasse, Mittenwald
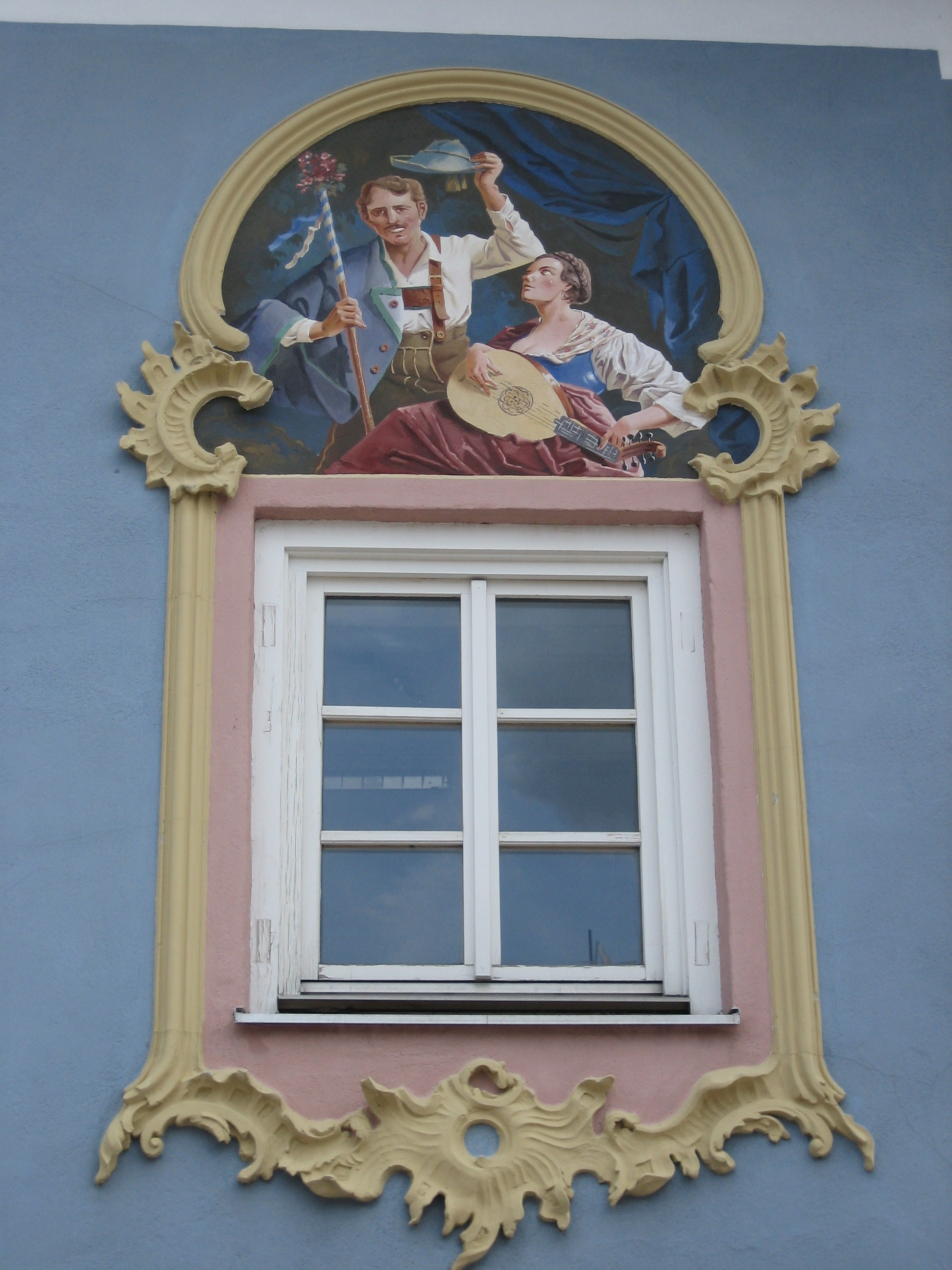
Maison Beim Gschdagala, Mittenwald
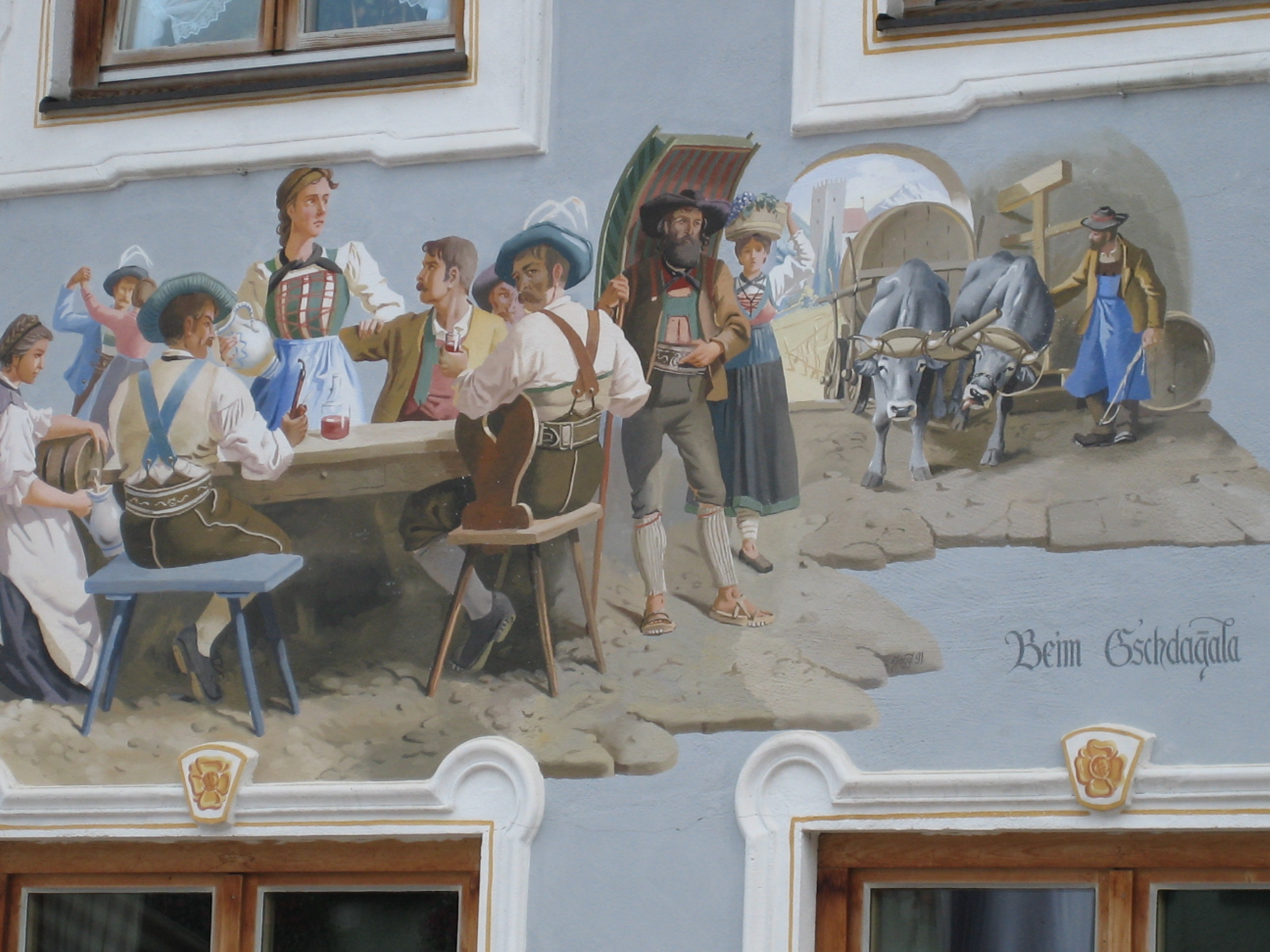
Maison Beim Gschdagala, Mittenwald
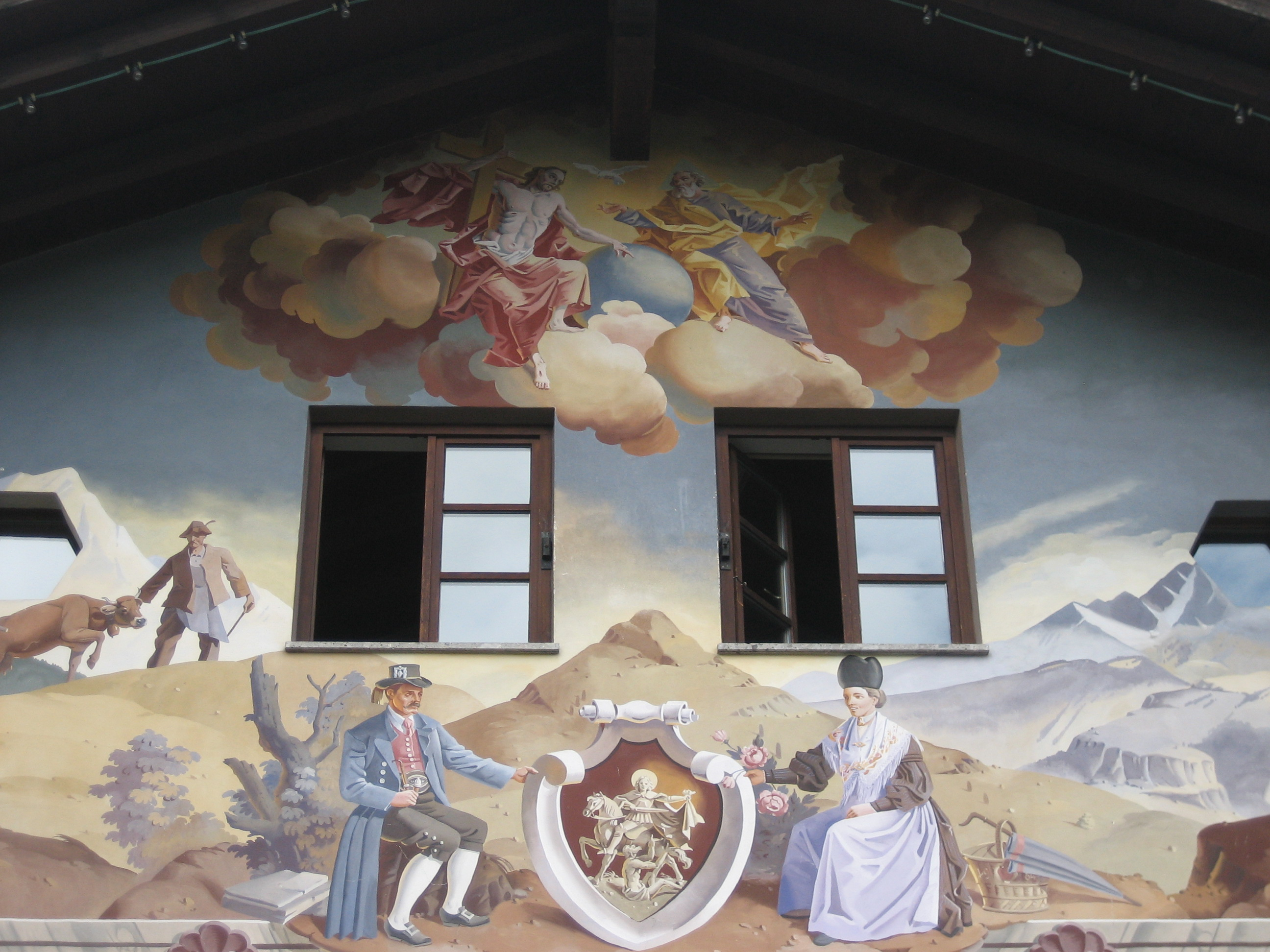
Peinture d'une maison
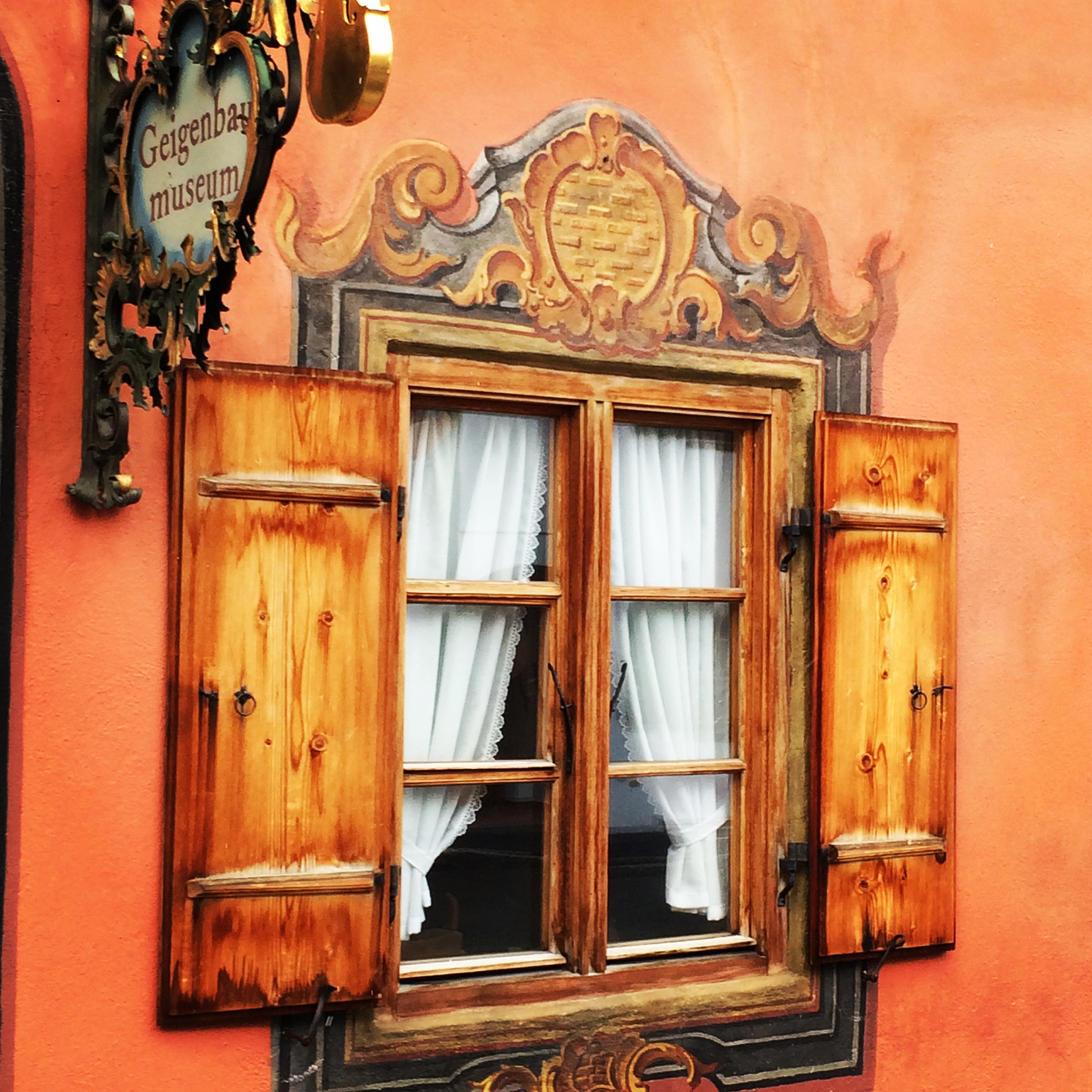
Le musée du luthier
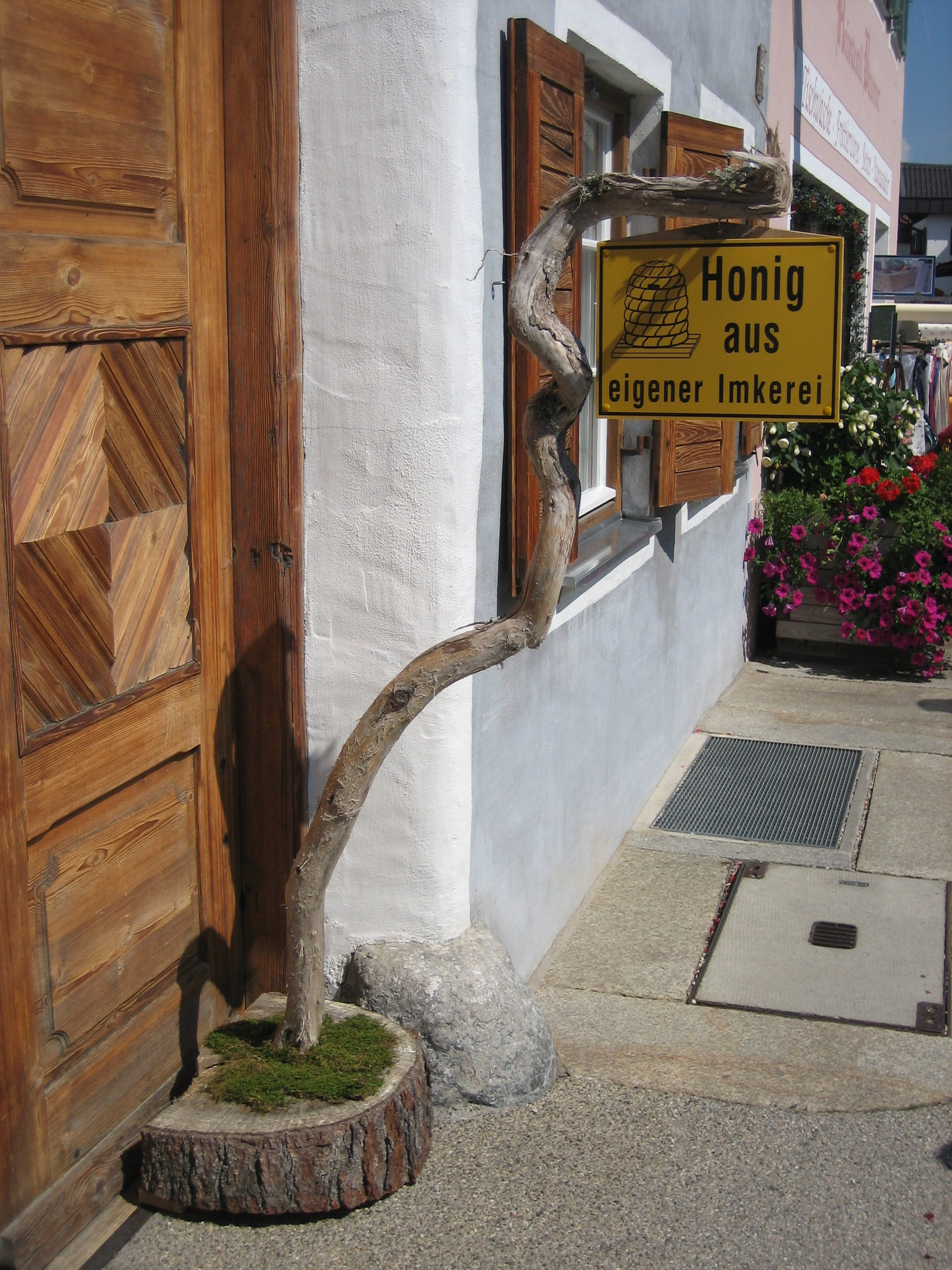
Miel fait maison à vendre
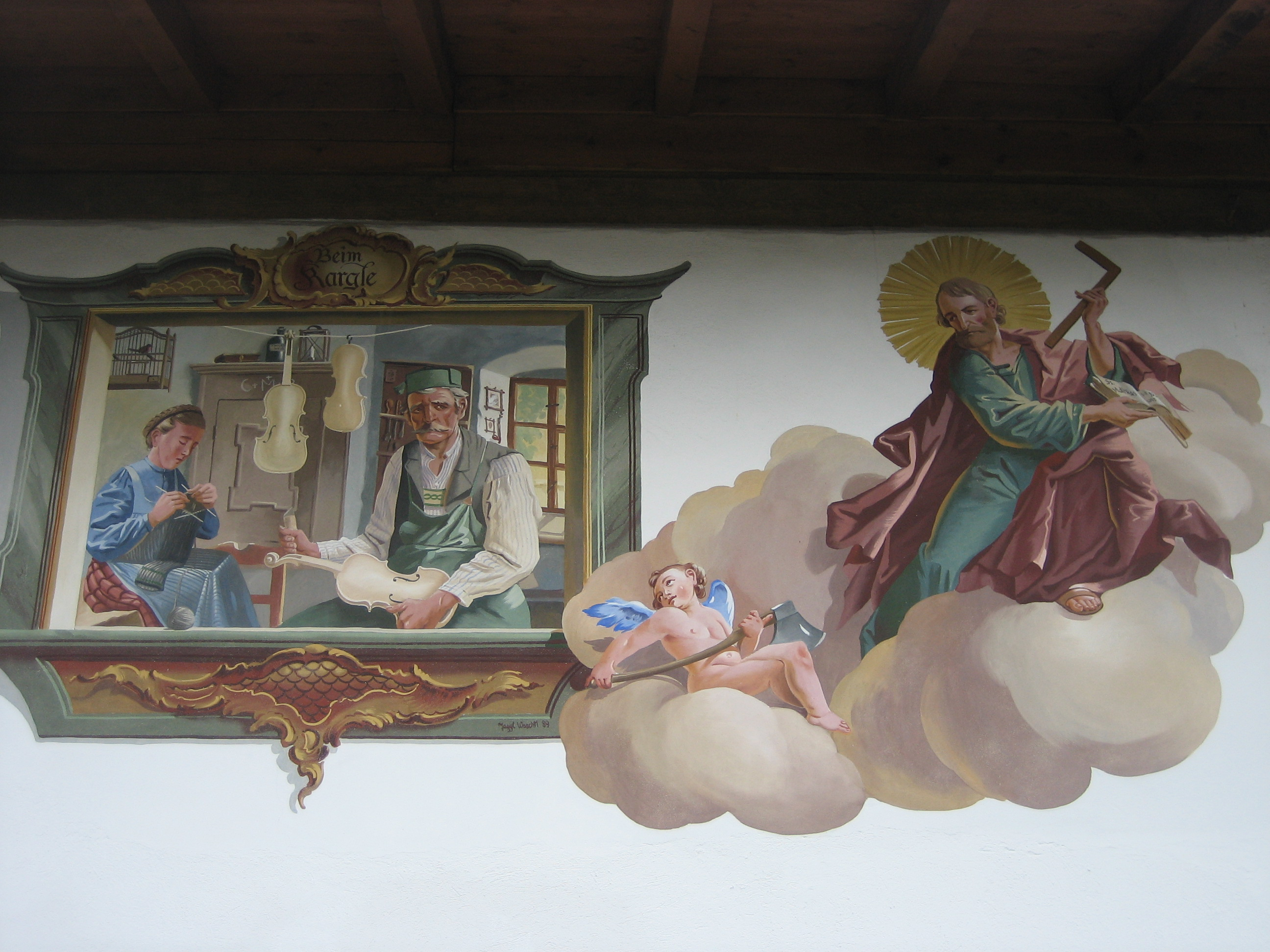
Landgasthaus Beim Kargle

## Sport
La ville accueille la course de montagne du Karwendel de 2001 à 2018.

## Source
- (de) Cet article est partiellement ou en totalité issu de l’article de Wikipédia en allemand intitulé « Mittenwald » (voir la liste des auteurs).